# Тироп, Агнес Джебет
Агнес Джебет Тироп (23 октября 1995, Уазин-Гишу — 13 октября 2021, Итен) — кенийская легкоатлетка, выступавшая в беге на длинные дистанции. Призёр чемпионатов мира в беге на 10 000 метров.

## Биография
Впервые получила известность на национальном уровне в 2012 году, когда она заняла второе место после чемпионки мира среди юниоров Веры Чепнгетич Кипьегон на чемпионате Кении по кроссу. На чемпионате мира по лёгкой атлетике среди юниоров 2012 года в Барселоне в возрасте 16 лет заняла третье место на дистанции 5000 метров (15:36,74), проиграв двум эфиопкам. На чемпионате мира по лёгкой атлетике среди юниоров 2014 года вновь стала третьей на дистанции 5000 метров (15:43,12), проиграв более 30 сек двум эфиопкам.
На чемпионате мира по кроссу 2015 года Тироп завоевала титул чемпионки мира, а в командном зачёте стала серебряным призёром (эфиопки сумели немного опередить кениек).
В 2017 году 21-летняя Тироп участвовала в чемпионате мира в Лондоне, выиграв бронзовую медаль в беге на 10 000 метров со временем 31:03.50 (личный рекорд), быстрее были только две эфиопки.
28 сентября 2019 года в Дохе Тироп стала бронзовым призёром чемпионата мира в беге на 10 000 метров, показав результат 30:25,20 (личный рекорд) и уступив победительнице 7,58 сек.
На Олимпийских играх 2020 года в Токио заняла четвёртое место на дистанции 5000 метров (14:39,62), проиграв чемпионке Сифан Хассан менее трёх секунд. На профильной для себя дистанции 10 000 метров не сумела пробиться в состав сборной Кении.
13 октября 2021 года была найдена убитой в кенийском городе Итен. По подозрению в убийстве задержан муж легкоатлетки Эммануэл Ротич.